# 人生はノー・リターン 〜僕とオカン、涙の3000マイル〜
『人生はノー・リターン 〜僕とオカン、涙の3000マイル〜』（じんせいはノーリターン ぼくとオカン なみだのさんぜんマイル、The Guilt Trip ）は、2012年のアメリカ合衆国のコメディ・ドラマ映画。監督はアン・フレッチャー、脚本はダン・フォーゲルマン、出演はバーブラ・ストライサンドとセス・ローゲンなど。
ストライサンドにとっては1996年の『マンハッタン・ラプソディ』以来の主演映画である。

## キャスト
※括弧内は日本語吹替
- ジョイス・ブリュースター: バーブラ・ストライサンド（小宮和枝）
- アンディ・ブリュースター: セス・ローゲン（遠藤純一）
- ベン・グラウ: ブレット・カレン（木下浩之）
- アンドリュー・マーゴリス・Jr: アダム・スコット（松本忍）
- ジョイス・マーゴリス: アリ・グレイナー（志田有彩）
- アマンダ: ケイシー・ウィルソン
- ロブ: コリン・ハンクス（西村太佑）
- ジェシカ: イヴォンヌ・ストラホフスキー（衣鳩志野）
- ジミー: ジェフ・コーバー（山岸治雄）
- アニタ: ミリアム・マーゴリーズ
- ゲイル: キャシー・ナジミー
- タミー: デイル・ディッキー（山本留里佳）
- エイミー: ノーラ・ダン（伊倉一恵）
- ライアン・マカフィー: ブランドン・キーナー（喜山茂雄）
- ダイアナ: ローズ・アブドゥー（渡辺育子）
- HSN役員: ジャクソン・ダグラス（英語版）（丸山壮史）
- オーディオブックのサウンドトラックの声: ジェフ・ウィッツク（後藤ヒロキ）
- ステーキハウスの司会をする店長: キム・ロビラード（町田政則）
- ステーキハウスの店員ジェーン: マリサ・バラム（渡辺育子）

## 製作
本作は脚本のダン・フォーゲルマンとその母がニュージャージー州からラスベガスへ旅行した実話が基となっている。撮影は2011年5月から7月にかけて『My Mother's Curse 』というワーキング・タイトルで行われた。その後同年末にタイトルは『The Guilt Trip 』に変更された。

## 評価
Rotten Tomatoesでは118件のレビューで支持率は37%で「ロッテン（腐敗）」となった。Metacriticでは29媒体の批評を基に加重平均値は50/100となった。
第33回ゴールデンラズベリー賞ではストライサンドが最低主演女優賞にノミネートされた。